# Pradosia spinosa
Pradosia spinosa är en tvåhjärtbladig växtart som beskrevs av Ewango och Franciscus Jozef Breteler. Pradosia spinosa ingår i släktet Pradosia och familjen Sapotaceae. Inga underarter finns listade i Catalogue of Life.